# Heresiarches rotundus
Heresiarches rotundus är en stekelart som beskrevs av Heinrich 1970. Heresiarches rotundus ingår i släktet Heresiarches, och familjen brokparasitsteklar. Inga underarter finns listade.